# German Bowl XLIII
Der German Bowl XLIII ist das Endspiel der German Football League (GFL) in der Saison 2022 und fand am 8. Oktober 2022 im Frankfurter Deutsche Bank Park statt. Die Schwäbisch Hall Unicorns gewannen mit 44:27 gegen die Potsdam Royals ihren fünften Meisterschaftstitel. Für die Haller war es die achte Finalteilnahme in Folge. Potsdam stand zum ersten Mal im deutschen Endspiel.

## Der Weg zum German Bowl
Wie in den beiden vorhergehenden German Bowls standen sich der Nord- und der Südmeister gegenüber. Dies war nicht die einzige Gemeinsamkeit der beiden Bowl-Teilnehmer. Sowohl Potsdam als auch Schwäbisch Hall konnten all ihre Spiele in der regulären Saison gewinnen und zogen somit ungeschlagen in die Play-offs und damit auch ins Endspiel ein. Es war also schon vor dem Anpfiff des German Bowl klar, dass es einen deutschen Meister mit einer Perfekten Saison geben wird.
Im Viertelfinale trafen beide Teams auf einen Aufsteiger. Die Berlin Adler, Vorjahresmeister der GFL2 Nord, traten gegen die Haller an. Die Potsdamer hatten es mit dem Vorjahresmeister der GFL2 Süd, den Straubing Spiders, zu tun. Hall war zuletzt 2013 in einem Pflichtspiel – ebenfalls ein GFL-Viertelfinale – auf die Adler getroffen, für Potsdam und Straubing war es das erste Aufeinandertreffen überhaupt. Die Unicorns hatten dabei mit ihrem Gegner etwas mehr Mühe als die Royals. Während die Unicorns in der ersten Halbzeit drei Touchdowns hinnehmen mussten, die sie jedoch im direkten Gegenzug mit einem Touchdown beantworteten, legten die Royals ihrerseits dreimal mit einem Touchdown vor, der jedoch ebenfalls im direkten Gegenzug egalisiert wurde. So stand es in beiden Partien im zweiten Viertel Unentschieden, nachdem jedes Team dreimal die Endzone erreicht hatte. Auf beiden Plätzen konnte der Favorit jedoch vor dem Halbzeitpfiff noch einen Touchdown erzielen und so mit einem Vorsprung in die Pause gehen. In der zweiten Halbzeit hielten die Royals und die Unicorns ihre Endzone sauber. Die Royals mussten lediglich drei Punkte per Field Goal hinnehmen, allerdings war das Spiel zu diesem Zeitpunkt bereits entschieden: die Spiders verkürzten im vierten Viertel auf 25:52. Die Unicorns ließen im zweiten Durchgang überhaupt keine Punkte mehr zu, konnten sich jedoch nicht deutlich absetzen. Den Endstand von 35:21 stellten sie bereits im ersten Drive der zweiten Halbzeit her. Im folgenden Drive schnupperten die Berliner noch einmal am Anschluss. Im Rest der Partie ließ die Haller Defensive dann praktisch keinen Raumgewinn mehr zu und verteidigte den Vorsprung souverän.
Im Halbfinale hatten es dann beide Teams mit dem jeweils drittplatzierten Team der eigenen Gruppe zu tun. Sowohl die Allgäu Comets als auch die Cologne Crocodiles konnten sich in ihren Viertelfinalpartien auswärts durchsetzen – ein Novum in der GFL – und trafen damit auf ihren Gruppensieger, dem sie bereits in der Hauptrunde unterlegen waren.  Gingen die Spiele der Hauptrunde dabei schon deutlich aus, so steigerten sich die Royals und die Unicorns in ihren Halbfinalpartien noch einmal und zogen ungefährdet ins Endspiel ein.
|  |                                  |                                  |                                  |    |                          |                               |                               |                               |    |                          |                                   |                                   |                                   |
|  | Viertelfinale 10. September 2022 | Viertelfinale 10. September 2022 | Viertelfinale 10. September 2022 |    |                          | Halbfinale 25. September 2022 | Halbfinale 25. September 2022 | Halbfinale 25. September 2022 |    |                          | German Bowl XLIII 8. Oktober 2022 | German Bowl XLIII 8. Oktober 2022 | German Bowl XLIII 8. Oktober 2022 |
|  | Viertelfinale 10. September 2022 | Viertelfinale 10. September 2022 | Viertelfinale 10. September 2022 |    |                          | Halbfinale 25. September 2022 | Halbfinale 25. September 2022 | Halbfinale 25. September 2022 |    |                          | German Bowl XLIII 8. Oktober 2022 | German Bowl XLIII 8. Oktober 2022 | German Bowl XLIII 8. Oktober 2022 |
|  |                                  |                                  |                                  |    |                          |                               |                               |                               |    |                          |                                   |                                   |                                   |
|  | S1                               | Schwäbisch Hall Unicorns         | 35                               |    |                          |                               |                               |                               |    |                          |                                   |                                   |                                   |
|  | S1                               | Schwäbisch Hall Unicorns         | 35                               |    |                          |                               |                               |                               |    |                          |                                   |                                   |                                   |
|  | N4                               | Berlin Adler                     | 21                               |    |                          |                               |                               |                               |    |                          |                                   |                                   |                                   |
|  | N4                               | Berlin Adler                     | 21                               | S1 | Schwäbisch Hall Unicorns | 33                            |                               |                               |    |                          |                                   |                                   |                                   |
|  |                                  |                                  |                                  | S1 | Schwäbisch Hall Unicorns | 33                            |                               |                               |    |                          |                                   |                                   |                                   |
|  |                                  |                                  |                                  |    |                          | S3                            | Allgäu Comets                 | 8                             |    |                          |                                   |                                   |                                   |
|  | N2                               | NY Lions Braunschweig            | 10                               |    |                          | S3                            | Allgäu Comets                 | 8                             |    |                          |                                   |                                   |                                   |
|  | N2                               | NY Lions Braunschweig            | 10                               |    |                          |                               |                               |                               |    |                          |                                   |                                   |                                   |
|  | S3                               | Allgäu Comets                    | 14                               |    |                          |                               |                               |                               |    |                          |                                   |                                   |                                   |
|  | S3                               | Allgäu Comets                    | 14                               |    |                          |                               |                               |                               | S1 | Schwäbisch Hall Unicorns | 44                                |                                   |                                   |
|  |                                  |                                  |                                  |    |                          |                               |                               |                               | S1 | Schwäbisch Hall Unicorns | 44                                |                                   |                                   |
|  |                                  |                                  |                                  |    |                          |                               |                               |                               |    |                          | N1                                | Potsdam Royals                    | 27                                |
|  | N1                               | Potsdam Royals                   | 66                               |    |                          |                               |                               |                               |    |                          | N1                                | Potsdam Royals                    | 27                                |
|  | N1                               | Potsdam Royals                   | 66                               |    |                          |                               |                               |                               |    |                          |                                   |                                   |                                   |
|  | S4                               | Straubing Spiders                | 25                               |    |                          |                               |                               |                               |    |                          |                                   |                                   |                                   |
|  | S4                               | Straubing Spiders                | 25                               | N1 | Potsdam Royals           | 49                            |                               |                               |    |                          |                                   |                                   |                                   |
|  |                                  |                                  |                                  | N1 | Potsdam Royals           | 49                            |                               |                               |    |                          |                                   |                                   |                                   |
|  |                                  |                                  |                                  |    |                          | N3                            | Cologne Crocodiles            | 21                            |    |                          |                                   |                                   |                                   |
|  | S2                               | Munich Cowboys                   | 31                               |    |                          | N3                            | Cologne Crocodiles            | 21                            |    |                          |                                   |                                   |                                   |
|  | S2                               | Munich Cowboys                   | 31                               |    |                          |                               |                               |                               |    |                          |                                   |                                   |                                   |
|  | N3                               | Cologne Crocodiles               | 34                               |    |                          |                               |                               |                               |    |                          |                                   |                                   |                                   |
|  | N3                               | Cologne Crocodiles               | 34                               |    |                          |                               |                               |                               |    |                          |                                   |                                   |                                   |

## Spielverlauf
Die Schwäbisch Hall Unicorns gewannen den Münzwurf und zogen es dabei vor, den Ball in der zweiten Hälfte zu empfangen.  Den folgenden Kickoff der Haller trug Brandon Polk zurück bis in die Endzone.  Wegen eines tiefen Blocks zählte der Versuch jedoch nicht.  In der folgenden Angriffserie arbeiteten sich die Potsdamer kontinuierlich über das Feld.  Nach 15 Versuchen war es dann Karri Pajarinen, der in die Endzone lief und für die 6:0-Führung sorgte. Im direkten Gegenzug gingen die Haller nach einem Kickoff-Return-Touchdown ihrerseits mit 7:6 in Führung.  Die zweite Angriffserie der Brandenburger wurde erneut durch einen Lauf-Touchdown von Pajarinen zum 7:13 beendet.  Das zweite Quarter gehörte dann ganz den Unicorns. Ganze 20 Punkte konnten sie erzielen und gingen mit 27:13 in die Pause.  In der ersten Angriffsserie der zweiten Halbzeit konnten die Unicorns nur ein Field Goal zum 30:13 erzielen.  Es war der erste Haller Ballbesitz, der nicht in der Endzone landete.  Erst spät im dritten Quarter konnten die Royals durch einen Pass auf Sixten Dragan auf 30:20 verkürzen.  Nach nur drei Spielzügen stellten die Unicorns durch einen Touchdown auf Moritz Böhringer den alten Abstand wieder her.  Auch den letzten Touchdown von Potsdam konnten die Unicorns mit ihrem letzten Drive egalisieren.  In diesem nahmen sie mehr als sieben Minuten von der Uhr und sicherten sich so ihre fünfte deutsche Meisterschaft.